# Joan Quarles van Ufford
Jhr. Joan Quarles van Ufford (Axel, 2 december 1888 - Leeuwarden, 25 februari 1921) was een Nederlands burgemeester.
Quarles werd geboren als telg uit het geslacht Quarles en als zoon van de burgemeester jhr. mr. Jan Hendrik Jacob Quarles van Ufford (1855-1917) en Adriana Maria Rolina barones Collot d'Escury (1862-1932), telg uit het geslacht Collot d'Escury. In 1911 trouwde hij met Anna Maria Catharina Buma (1889-1963), telg uit het geslacht Buma; uit dit huwelijk werden een dochter en een zoon geboren. In 1915 werd hij burgemeester van Workum, hetgeen hij zou blijven tot zijn overlijden. Hij overleed in het Diaconessenhuis te Leeuwarden na een langdurige ziekte op de leeftijd van 32 jaar; hij werd op 1 maart 1921 begraven op de familiebegraafplaats van de Buma's te Weidum.